# مقرمة

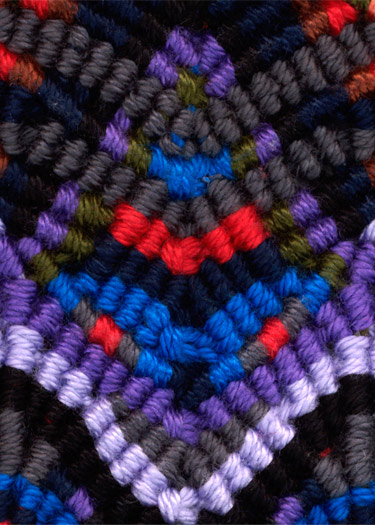
مقرمة كافاندولي (Cavandoli)

المِقْرَمة من المنسوجات العربية التقليدية ، ودخلت للغة الفرنسية ثم اللغات الأوروبية عبر التركية العثمانية.
أحد أشكال صناعة النسيج-باستخدام العقد بدلاً من النسج أو الغزل. والعُقدَة الرئيسية هي العُقدة المُربعة أوبما تسمى الغرزة المسطحة وأشكال من «الربطات»: مثل: الربطة الكاملة والربطات مُزدوجة الشطرين. صَنَعها البحارة لفتراتٍ طويلة، خاصةً في أشكال العُقد الموضوعة والعُقد التزيينية، وذلك لتزيين أي شيء بدايةً من مقابض السكاكين والزجاجات وصولاً إلى أجزاء السفن.
مقرمة كفاندولي هي مجموعة متنوعة من المكرمية المُستخدمة لعمل أشكال هندسية، وأشكال حُرة مثل النسيج. يقوم أسلوب كفاندولي أساسًا على العُقدة الواحدة، والربطة نصف المُزدوجة. أحيانًا ما تُستَخدم الربطات المعكوسة النصفية للحفاظ على التوازن أثناء العمل على النصفين الأيمن والأيسر لقطعةٍ مُتوازِنة.
ظهر أحد أقدم الاستخدامات المسجلة للعقدة على طراز المكرمة كزخرفة في منحوتات البابليين والآشوريين. الضفيرة تزين أزياء ذلك الوقت وشوهدت في التماثيل حجرية.
تتضمن المواد شائعة الاستخدام في المكرمية القطن الخيط المجدول، الكتان، الخيط القنبي، الجلد أو الخيط المغزول. غالبًا ما تُصنع الجواهر بدمج كلٍ من العُقَد ومُختلف أنواع الخرز (الزُجاجي، الخشبي، وما إلى ذلك)، أو الحُلي أو القواقع. أحيانًا ما تُستخدم الأشياء البؤرية المعثور عليها للقلادات، مثل الحلقات أو الأحجار الكريمة، سواء كان بربطها بسلكٍ للسماح بالتأمين أو تُربط في مجموعةٍ على شكل شبكة من ضفائر العقد المرفوعة. ويعد الجلد أو الأحزمة المنسوجة هي كماليات غالبًا ما تُصنع بواسطة أساليب المكرمية. مُعظم سوارات الصداقة المُتداولة بين أطفال المدارس والمراهقين تُصنع أيضًا بهذه الطريقة.
ومن أجل القطع التزيينية الأكبر، مثل الستائر أو أغطية النوافذ، فقد يبدأ عمل المكرمية على وتدٍ خشبي أو معدني، للسماح لنشر العشرات من الحبال لتسهيل التعامل معها. وبالنسبة للمشروعات الأصغر، تتوافر لوحات الدبابيس خصيصًا للمكرمية، بالرغم من أن لوح فلين بسيط سيفي بالغرض. هناك العديد من متاجر الأدوات الحرفية تُوفر طقم أدوات للمبتدئين، وألواحًا للعمل، وخرزًا ومواد تتراوح في أسعارها بين الشخص الهاوي وبين الحِرَفي الطموح. كما يمكن للبائعين في الحدائق، والمراكز التجارية، والمعارض الموسمية والأماكن العامة الأُخرى بيع جواهر وزينة مكرمية.

## التاريخ

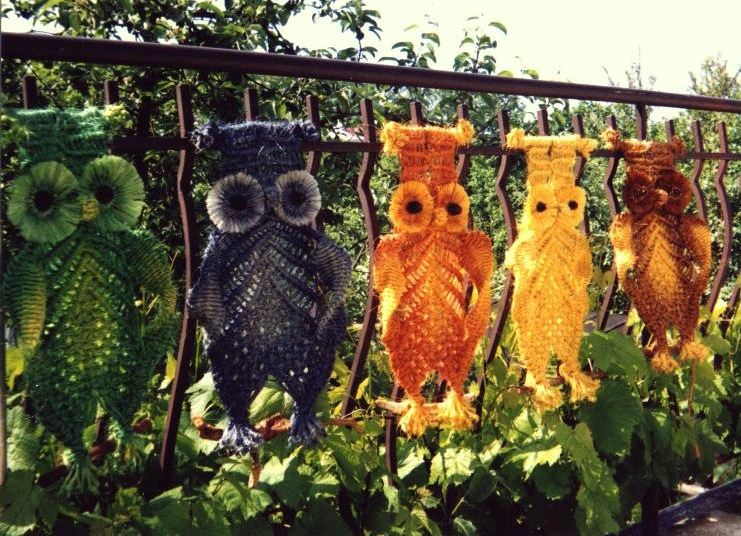
بوم مكرمية للزينة

في نصف الكرة الغربي، يُعتَقد أن المكرمية أصلها يمتد إلى القرن الثالث عشر للنساجين العرب. عَقَد هؤلاء الحرفيون المَهرة الخيوط الزائدة على طول حواف الأنسجة المصنوعة بالأنوال لعمل أهداب على مناشف الحمام، والشالات، والأحجبة. الكلمة الإسبانية مكرمية مُشتقة من الكلمة العربية migramah (مقرمة)، والتي يُعتَقد أن معناها «المنشفة المُقلمة»، «أهداب الزينة» أو «الحِجاب المُطَرَز». بعد الفتح الإسلامي، وصل هذا الفن إلى إسبانيا وإيطاليا، خاصةً في منطقة ليجوريا، ومن ثم انتشر عبر أوروبا. ولقد وصل إلى إنجلترا في بلاط الملكة ماري الثانية أواخر القرن السابع عشر.
قام البحارة بصناعة المكرمية في أوقات فراغهم أثناء الإبحار، وباعوها أو قايضوها عند وصولهم للشاطئ، ناشرين بذلك هذا الفن في أماكن مثل الصين والعالم الجديد. صَنع البحارة البريطانيون والأمريكيون في القرن التاسع عشر الأرجوحات الشبكية، وأجراس الشراريب، والأحزمة من المكرمية. سُميت العملية «بالغزل المُربع» على نفس اسم العقدة التي استخدموها بكثرة.
كانت المكرمية أكثر شيوعًا في العصر الفيكتوري. كتاب سيلفيا (Sylvia) عن عُقد المكرمية (1882)، بَيَّن للقراء «كيفية عمل زركشة غَنية للأزياء السوداء والمُلونة، لكلٍ من الملابس المنزلية، وملابس حفلات الحديقة، وملابس التمشية على الشاطئ، والحفلات الراقصة، والمدش؛ والزينة الخيالية للمنزل ولما تحت البياضات...» زُينت مُعظم المنازل الفيكتورية بهذه الحرفة.
وبالرغم من انزواء هوس المكرمية، فقد استعاد شعبيته منذ السبعينيات كأحد وسائل عمل الستائر، وقطع الملابس، وملاءات الأسِرة، وسراويل جين القصيرة، ومفارش الطاولات، الستائر المنزلقة، وحوامل النباتات، والمفروشات الأُخرى.
أصبحت جواهر المكرمية شائعة بين الهيبيين الأمريكيين الجُدد-هيبيز وحشد الجرونج بدءًا من أوائل السبعينيات. وباستخدام العُقد المُربعة بشكلٍ أساسي وعُقد الجدة، غالبًا ما يميز هذه الجواهر الخرز الزجاجي والعناصر الطبيعية مثل العظم والقواقع. وأصبحت القلادات، والخلاخيل، والأساور أشكالاً شائعة من جواهر المكرمية.

## وصلات خارجية
- Macrame Instructions نسخة محفوظة 15 أغسطس 2011 على موقع واي باك مشين.
- How To Macramé using Hemp